# GRB 790305b
GRB 790305b — гамма-всплеск, обнаруженный 5 марта 1979 года. Экстремально яркий гамма-всплеск, который удалось сопоставить с остатком от вспышки сверхновой N49 в Большом Магеллановом Облаке. В настоящее время считается, что явление было вызвано гигантской вспышкой магнетара и в большей степени связано с источниками мягких повторяющихся гамма-всплесков нежели с настоящими гамма-всплесками. Это первая наблюдавшаяся сверхвспышка подобного рода коротких гамма-всплесков. Также её связывают с пульсаром PSR B0525-66.

## Событие
5 марта 1979 года советские космические аппараты Венера-11 и Венера-12, двигавшиеся по Солнечной системе, подверглись воздействию фронта гамма-излучения приблизительно в 10:51 EST. На долю миллисекунды количество отсчётов на детекторах спутников возросло от 100 до более чем 200 000 в секунду.
Вспышка гамма-излучения быстро продолжила расширяться. Спустя 11 секунд спутник NASA Helios 2, находившийся на орбите вокруг Солнца, подвергся воздействию гамма-излучения. Затем всплеск достиг Венеры и аппарата Пионер-Венера-1. Секундой спустя гамма-излучение достигло Земли, при этом заполнив датчики трёх спутников Министерства обороны США Vela, советского спутника Прогноз-7 и HEAO-2. Вспышка гамма-излучения оказалась наиболее энергетической среди всех известных, она в 100 раз превосходила по интенсивности все предыдущие вспышки. Поскольку гамма-излучение движется со скоростью света, а момент импульса был зарегистрирован несколькими космическими аппаратами, то направление на источник может быть установлено с точностью около 2 секунд дуги. Направление на источник соответствует остаткам звезды, вспыхнувшей в виде сверхновой около 3000 года до нашей эры. Scientific American. Вспышка произошла в Большом Магеллановом Облаке, источник вспышки получил название SGR 0525-66, а само явление вспышки было названо GRB 790305b.